# Nowy cmentarz żydowski w Puławach
Nowy cmentarz żydowski w Puławach – kirkut powstał w 1895. Mieścił się przy ulicy Piaskowej. Kirkut ma powierzchnię 0,99 ha. W czasie II wojny światowej został zdewastowany przez nazistów. Nie zachowała się na nim żadna macewa. Jeden z nagrobków jest w posiadaniu Muzeum w Puławach.